# Chisocheton perakensis
Espèce
Synonymes
- Chisocheton annulatus King[1]
- Megaphyllaea perakensis Hemsl.[1]

Statut de conservation UICN

 VU D2 : Vulnérable
Chisocheton perakensis est une espèce de plantes de la famille des Meliaceae.

## Publication originale
- Bulletin of the British Museum (Natural History), Botany 6: 356. 1979.